# Varjú János
Varjú János (Balassagyarmat, 1861. február 10. – Kolozsvár, 1915. február 26.) piarista tanár, gyorsíró.

## Élete
A gimnaziális osztályokat Kecskeméten fejezte be 1880-ban (miután Vácon 1877. augusztus 27-én a rendbe belépett). Két évig Nyitrán a hittudományokat hallgatta és 1881. július 23-án pappá szenteltetett. Mint próbaéves tanár egy-egy évig Debrecenben és Rózsahegyen működött. 1883-85-ben kolozsvári egyetemi tanulmányokat végzett. Tanár volt 1885-88-ban Nagykárolyban (közben megszerezte a tanári oklevelet); ezután tanított Kecskeméten egy évig, Szegeden 11, Vácon 8, Debrecenben 3 évig, 1909-től a kolozsvári főiskola tanára volt. 1914-ben Kolozsvárott megalapította az Erdélyrészi Gyorsírók Társaságát. A Kolozsvári Gyorsíró című szaklap szerkesztője volt.
Több vidéki folyóiratba és hírlapba dolgozott, mint a Hitszónoklati folyóirat, a Szatmármegyei Közlöny, Nagy-Károly és Vidéke és a Kecskeméti Lapokba; a nagykárolyi főgymnaisum Értesítőjében (1886. A régi rómaiak nyilvános játékairól. Ism. Egyet. Philol. Közlöny XI); a Szatmármegyei Közlönyben (1887. 3. sz. Vörösmarty lyrai költészetéről); a Hazánkban (1904. 300. sz. Őseink divatja); a Váczi Közlönyben (1904. 25., 26. sz. Néhány vonás kétszáz év előtti őseink életéből (1526-1686., 46., 48. sz. A komikum Shakespeare tragédiáiban.)
Használt álneve Gyarmati.

## Művei
- Az ó-classicai irodalmak művelődéstörténeti hatása és szerepe a középiskolában. Szeged, 1889 (különny. a szegedi r. kath. főgymnasium Értesítőjéből. Ism. Egyet. Philologiai Közlöny XV.)
- Emléklapok a szegedi dalárda 25 éves multjából 1872–1897. Uo.
- A magyar művelődés története vegyes házbeli királyaink korában (1301–1526). Vácz, 1902
- Kétszáz év a magyar művelődés történetéből. Uo. 1903 (különny. a váczi kegyestanítórend főgymn. Értesítőjéből)
- Szellemi művelődésünk történetének utolsó kétszáz éve (1700–1900). Uo. 1904 (különny. a váczi főgymn. Értesítőjéből. Ism. Egyet. Philol. Közlöny, 1905)
- A magyar szellemi művelődés történelme. Debreczen, 1907 (ism. Egyet. Philol. Közlöny. Kritikai Lapok 5. sz., Sárospataki Lapok 32. sz., Budapesti Hirlap 12. s., M. Állam 133. s.)
- Debreczen köz igazgatása a XVI. században. Kolozsvár, 1907